# ریکارد (نوشیدنی)

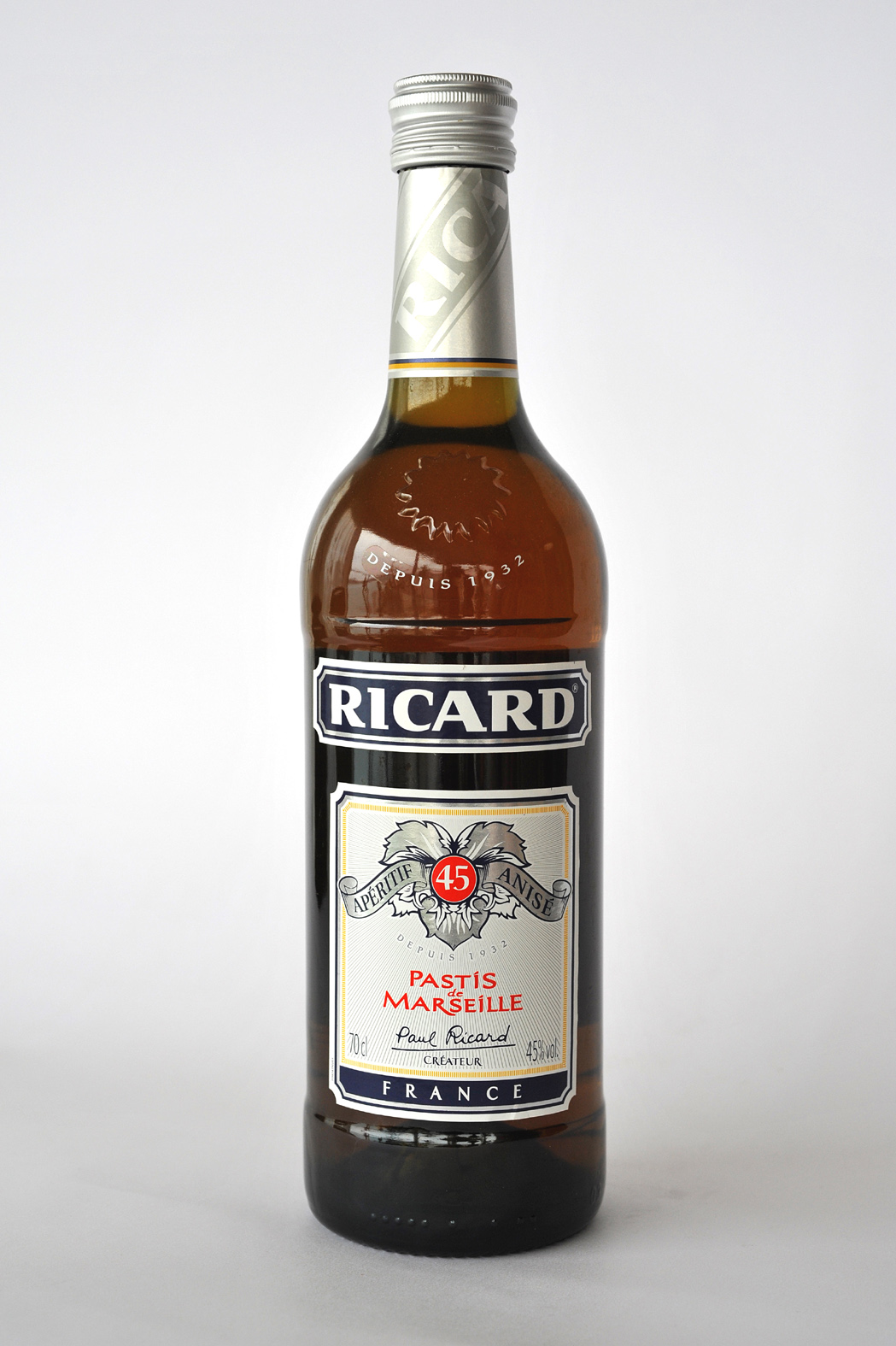
یک بطری ریکارد

ریکارد نوعی نوشیدنی الکلی طعم دار است که قبل از غذای اصلی به عنوان نوشیدنی پیش‌غذا نوشیده می‌شود. این نوشیدنی با پاستیس (نوعی لیکور فرانسوی)، بادیان رومی و شیرین‌بیان طعم دار می‌شود.
برند ریکارد در سال ۱۹۳۲ توسط پاول ریکارد در شهر مارسی در کشور فرانسه تأسیس شد.